# 李丹妮 (解放军)
李丹妮（1975年—），山东烟台人，汉族，中华人民共和国政治人物、第十一届全国人民代表大会解放军代表。
毕业于曲阜师范大学自动控制理论与工程专业，是中共党员。担任潜艇学院副教授。2008年起担任全国人大代表。